# Volo Pakistan International Airlines 17
Il volo Pakistan International Airlines 17 era un volo interno di linea da Dacca a Faridpur nel Pakistan Orientale (ora Bangladesh) operato da un elicottero bimotore Sikorsky S-61 della Pakistan International Airlines. Il 2 febbraio 1966 l'elicottero che operava il volo si schiantò vicino a Fardipur dopo che si sviluppò prima una perdita d'olio, poi un guasto al cambio principale. Morirono tutti e tre i membri dell'equipaggio e 20 passeggeri su 21.

## L'incidente
L'S-61, targato AP-AOC, lasciò Dacca alle 14:03 ora locale del 2 febbraio 1966, e nel giro di 15 minuti si verificò una perdita d'olio da un tubo collegato al cambio principale. Il volo proseguì e mentre l'elicottero si trovava a un'altitudine di 500 piedi (152 m) mentre attraversava il fiume Padma, l'unico sopravvissuto notò che la perdita di petrolio era visibile nella cabina passeggeri. A circa 5,6 km dall'eliporto di Faridpur si verificò un bird strike, quando un avvoltoio colpì una delle pale del rotore sul lato sinistro dell'elicottero. L'S-61 continuò normalmente e il pilota abbassò il carrello d'atterraggio a un'altitudine di 91 m (300 piedi) in preparazione dell'atterraggio previsto a Faridpur. Sebbene entrambi i motori fossero in funzione, l'elicottero subì una perdita di potenza alla trasmissione principale; il pilota corresse la conseguente virata a sinistra, poi il velivolo rollò e oscillò in una ripida e incontrollata discesa al suolo alle 14:23.

## Causa probabile
L'incidente venne attribuito al disinnesto dei denti dell'ingranaggio cilindrico sinistro e destro nella trasmissione principale, causato dal carico imposto dal cedimento dei perni dei cuscinetti nella manica posteriore del cambio. Il cedimento del cuscinetto della manica posteriore era stato causato da una perdita d'olio, anche se le prove andarono distrutte nell'incendio e la fonte della perdita non è mai stata stabilita.